# Пакостов
Пакостів або Пакостов (словац. Pakostov) — село в Словаччині, Гуменському окрузі Пряшівського краю. Розташоване в північно-східній частині Словаччини.

## Історія
Давнє лемківське село. Уперше згадується у 1567 році. Під час ІІ світової війни до села було приєднане сусіднє село Петрівці (словац. Petrovce), колись називане Руські Петрівці (словац. Ruské Petrovce), на що вказує і до сих пір наявна меншість греко-католиків у селі, при чому на північ від села розташоване село Руська Кайня.

## Пам'ятки
У селі є греко-католицька церква охорони Пресвятої Богородиці з 1830 року в стилі класицизму та римо-католицький костел з 19 століття в стилі бароко-класицизму.

## Населення
| Рік:            | 1993 | 2003    | 2013    | 2023    |
| --------------- | ---- | ------- | ------- | ------- |
| Кількість осіб: | 499  | 503     | 462     | 445     |
| Різниця:        |      | +0,80 % | -8,15 % | -3,67 % |

| Рік:            | 2022 | 2023    |
| --------------- | ---- | ------- |
| Кількість осіб: | 439  | 445     |
| Різниця:        |      | +1,36 % |

У селі проживає 442 особи.

### Перепис 1880
У селі Пакостів проживали 162 особи, з них 79 вказало рідною мовою словацьку, 55 русинську, 19 німецьку, 9 осіб були німі. Релігійний склад: 75 греко-католиків, 74 римо-католики, 13 юдеїв.
У селі Руські Петрівці проживала 121 особа, з них 71 вказало рідною мовою словацьку, 28 русинську, 13 німецьку, 6 угорську, 3 особи були німі. Релігійний склад: 54 греко-католики, 53 римо-католики, 14 юдеїв.

### Перепис 1910
У селі Пакостів проживало 157 осіб, з них 91 вказало рідною мовою словацьку, 54 русинську, 11 німецьку, 1 угорську. Релігійний склад: 91 римо-католиків, 55 греко-католиків, 11 юдеїв.
У селі Петрівці проживало 148 осіб, з них 76 вказало рідною мовою словацьку, 44 русинську, 11 німецьку, 17 іншу. Релігійний склад: 87 римо-католиків, 49 греко-католиків, 12 юдеїв.

### Перепис 2001
Національний склад населення (за даними останнього перепису населення — 2001 року):
- словаки — 96,34 %
- русини — 1,35 %
- українці — 0,58 %
- чехи — 0,58 %

Склад населення за приналежністю до релігії станом на 2001 рік:
- римо-католики — 73,41 %,
- греко-католики — 25,24 %,
- не вважають себе віруючими або не належать до жодної вищезгаданої церкви — 1,35 %